# El Allassane Maïreyrey
El Allassane Maïreyrey es una comuna rural del departamento de Mayahi de la región de Maradi, en Níger. En diciembre de 2012 presentaba una población censada de 64 183 habitantes.
Se ubica en una zona agropastoral del Sahel. Perteneció a Katsina hasta la llegada de los franceses a finales del siglo XIX. En 1901 se estableció aquí un puesto militar francés, pero en 1903 fue trasladado a Tessaoua.
Se encuentra situada en el centro-sur del país, cerca de la frontera con Nigeria. Se ubica unos 40 km al noreste de Mayahi.